# Hashihito no Himemiko
Hashihito no Himemiko, död 665, var en japansk kejsarinna (645-654), gift med kejsar Kotoku.